# Georg Schauman

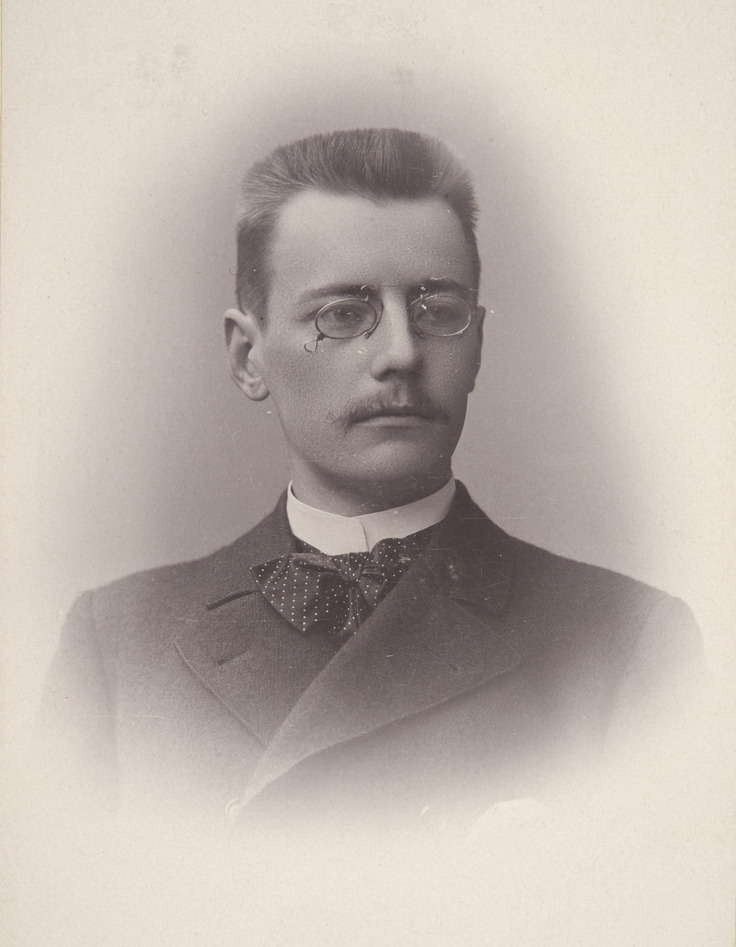
Georg Schauman.

Georg Carl August Schauman, född den 14 september 1870 i Helsingfors, död där den 6 oktober 1930, var en finländsk biblioteksman och historisk skriftställare. Han son till August Schauman och far till Henrik Schauman.
Schauman, som blev student 1887 och filosofie doktor 1911, tjänstgjorde från 1889 som extra ordinarie amanuens vid universitetsbiblioteket i Helsingfors. Han blev ordinarie amanuens 1893 och var tillika bibliotekarie vid de vetenskapliga samfundens i Helsingfors bibliotek från 1905 till 1914, då han utnämndes till universitetsbibliotekarie. 
Schauman författade bland annat Biografiska undersökningar om Anders Chydenius (1908; utgiven av Svenska litteratursällskapet i Finland), Studier i Frihetstidens nationalekonomiska litteratur. Idéer och strömningar 1718-1760 (akademisk avhandling 1910) och Om förvaltningen af offentliga forskarbibliotek (1913). Ett antal uppsatser i tidningar och tidskrifter sammanställde han i Kulturhistoriska och andra uppsatser (1912).
Schauman översatte och bearbetade jämte Axel von Christierson Charles Gides "Nationalekonomins grunddrag" (1:a upplagan 1899, 4:e upplagan 1914) samt utgav med utförlig biografisk inledning Anton Mengers "Folkpolitik" (1909). Han utgav även och försåg med en inledning Svenska litteratursällskapets i Finland edition av Pehr Kalms "En resa till norra Amerika".